# Tomasz Lempart
Tomasz Lempart, pierwotnie Dawid Fischer (ur. 8 marca 1915 we Lwowie, zm. w 2005 w Niemczech) – polski działacz sportowy.

## Życiorys
W młodości był zawodnikiem klubu Dror Lwów, jego rekord życiowy na 100 metrów wynosił 11,1 (6.10.1933). W 1935 wystąpił na zawodach II Makabiady. Jego życiorys do 1945 jest niepewny, albowiem w powojennych dokumentach podawał rozbieżne informacje dotyczące wykształcenia i przynależności do organizacji komunistycznych. Po ukończeniu szkoły średniej w 1934 pozostawał bez stałego zajęcia, ukończył kursy szkolenia sportowego, pracował jako instruktor w klubach lwowskich i od 1936 łódzkich. Od 1940 pracował w Radzie Wojewódzkiej Zrzeszenia Sportowego Spartak we Lwowie. Od 1941 posługiwał się personaliami Tomasz Lempart, ur. 10 czerwca 1910, należącymi do jego znajomego. Nazwisko to przyjął za własne w 1949. Po zajęciu Lwowa przez Niemców uciekł do Warszawy, następnie pracował w Siedlcach jako robotnik.
Był członkiem Polskiej Partii Robotniczej (od października 1944) i Polskiej Zjednoczonej Partii Robotniczej (od 1948). Od 1945 pracował w strukturach Urzędów Bezpieczeństwa Publicznego, początkowo jako starszy cenzor w Powiatowym Urzędzie Bezpieczeństwa Publicznego w Siedlcach, od lutego 1945 na takim samym stanowisku w Wojewódzkim Urzędzie Bezpieczeństwa Publicznego w Lublinie. Następnie kolejno jako inspektor (od 1 marca 1945), zastępca kierownika (od 1 kwietnia 1945) i kierownik (od 27 sierpnia 1945) Wojewódzkiego Oddziału Cenzury Wojennej w WUBP w Lublinie. 10 sierpnia 1946 został naczelnikiem Wydziału VII WUBP w Łodzi, 1 stycznia 1947 naczelnikiem Wydziału „B” WUBP w Lublinie. Od 15 stycznia 1948 był kierownikiem Departamentu Administracyjno-Gospodarczego, od 1 maja 1949 do 30 września 1952 naczelnikiem Departamentu Szkolenia Wydziału Kultury Fizycznej i Sportu Ministerstwa Bezpieczeństwa Publicznego. Równocześnie od lutego 1948 był sekretarzem generalnym Zrzeszenia Sportowego Gwardia, a w latach 1948–1950 wiceprezesem Polskiego Związku Bokserskiego. W czerwcu 1950 został członkiem prezydium reaktywowanego przez władze PRL Polskiego Komitetu Olimpijskiego.
Odszedł ze służby w 1952 w stopniu kapitana. Jego kariera załamała się po tym, jak odkryto, że podawał nieprawdziwe informacje o swojej przeszłości.
Od 1 października 1952 pracował w Głównym Komitecie Kultury Fizycznej, początkowo jako dyrektor Działu Wychowania Fizycznego i Sportu, od 1 marca 1953 jako dyrektor Departamentu Wyszkolenia Sportowego GKKF. W połowie 1953 został sekretarzem generalnym Polskiego Komitetu Olimpijskiego. Równocześnie był sekretarzem istniejącego w latach 1957–1958 Związku Polskich Związków Sportowych. W latach 1963–1968 był redaktorem naczelnym miesięcznika Materiały Szkoleniowe PKOl, od 1966 pod nazwą Sport Wyczynowy.
Służba Bezpieczeństwa podejrzewała go o nadużycia finansowe i podejrzane kontakty z cudzoziemcami. W konsekwencji już w 1964 rozważano jego odwołanie z funkcji sekretarza generalnego PKOl, co nastąpiło w 1965. W latach 1965–1966 zaliczył jako ekstern studia w Akademii Wychowania Fizycznego w Warszawie. Po odejściu z PKOl pracował jako radca przewodniczącego Głównego Komitetu Kultury Fizycznej i Turystyki. W grudniu 1967 został prezesem Związku Piłki Ręcznej w Polsce. Z funkcji w GKKFiT został odwołany oficjalnie z powodu „niedociągnięć w pracy administracyjnej całego Polskiego Komitetu Olimpijskiego” w kwietniu 1968. W tym samym miesiącu zrezygnował z funkcji prezesa ZPRP. W sierpniu 1968 został zatrudniony w Muzeum Sportu jako starszy instruktor. W listopadzie 1968 wyjechał do Izraela.
Od marca 1969 mieszkał w Niemczech. Tam współpracował z narodowym komitetem olimpijskim RFN i Deutscher Sportbund, w latach 1969–1980 był jednym z dyrektorów federalnej komisji sportu wyczynowego (Bundesausschuss Leistungssport). W 1969 opublikował analizy Die Probleme des Leistungssports am Beispiel der Ostblockländer i Die Probleme im Bereich des Hochleistungssports in der Bundesrepublik. Uczestniczył w przygotowaniach reprezentacji RFN do igrzysk olimpijskich w Monachium (1972) i Montrealu. W 1980 przeszedł na emeryturę, w 1981 wyjechał na krótko do Izraela, jednak w 1982 powrócił do Niemiec i zamieszkał ponownie we Frankfurcie nad Menem.